# 吳瞻淇
吴瞻淇（?—?），字漪堂，江南歙县人。
吳苑次子，吴瞻泰之弟。康熙四十二年（1703年）癸未科二甲十名進士，官翰林院庶吉士，曾游武夷山。與吴瞻泰合力補撰有施璜原著的《紫阳书院志》十八卷。